# Bauhinia cercidifolia
Bauhinia cercidifolia là một loài thực vật có hoa trong họ Đậu. Loài này được D. X. Zhang miêu tả khoa học đầu tiên năm 1993.